# Sveriges fordonsbyggares riksorganisation

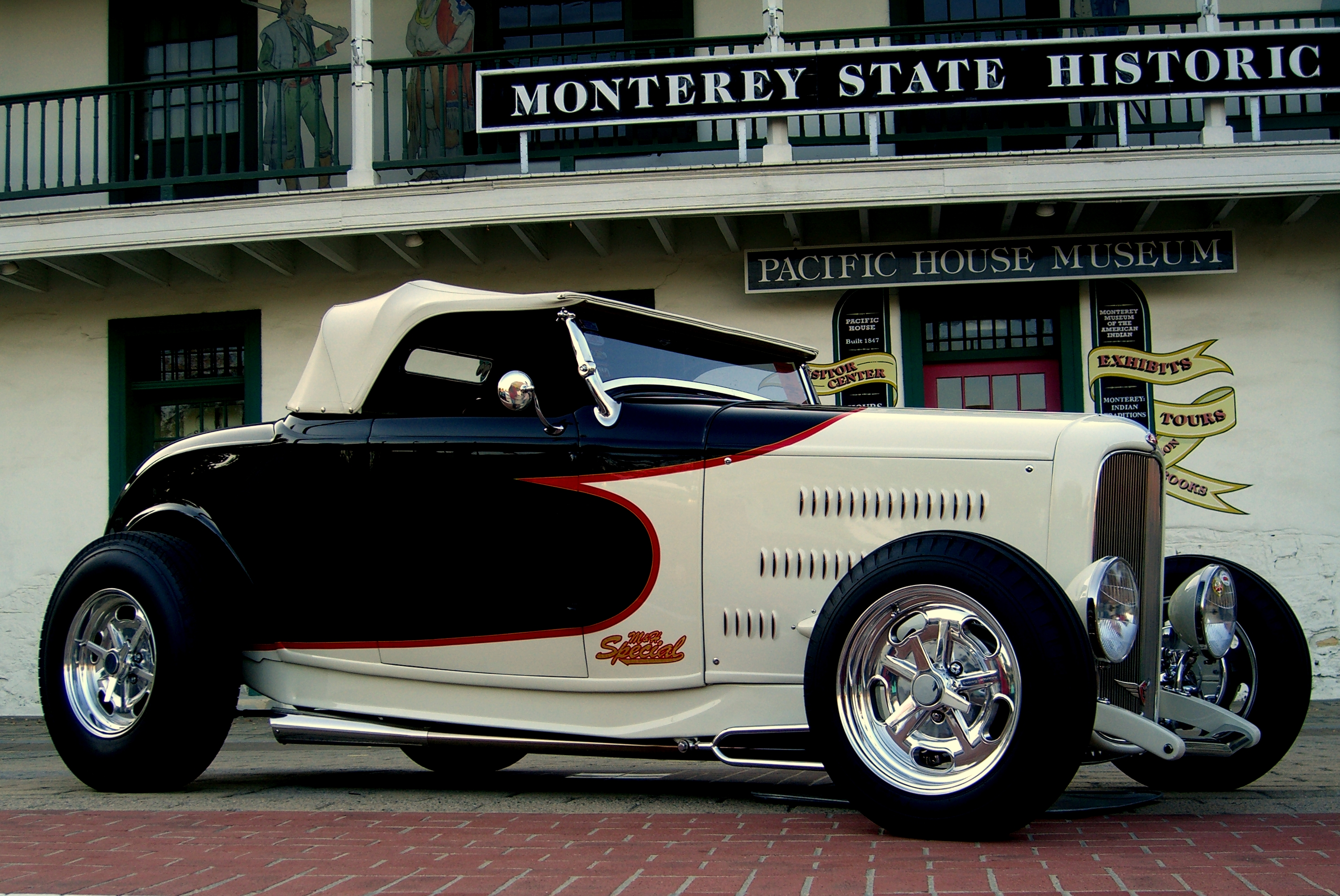
1932 års Ford Roadster i Hot Rod-utförande. Hot Rods är i Sverige ofta registrerade som amatörbyggt fordon

Sveriges Fordonsbyggares Riksorganisation (SFRO) är en organisation som bildades 1982 för att göra det möjligt att registrera egenbyggda fordon. SFRO:s syfte är att hjälpa personer att bygga egna fordon och besiktiga dessa. De fordonstyper som besiktas är ombyggt fordon och amatörbyggt fordon.